# تشمع صفراوي بالورم الأصفر
تشمُّع صفراوي بالورم الأصفر هي حالةٌ يحدث فيها فرط شحميات الدم بسبب مرضٍ كبدي مما يؤدي إلى ظهور أورام صَّفراء.:534